# 2003 UM292
2003 UM292, também escrito como 2003 UM292, é um objeto transnetuniano que está localizado no Cinturão de Kuiper, uma região do Sistema Solar. Este corpo celeste é classificado como um cubewano. Ele possui uma magnitude absoluta de 7,0 e tem um diâmetro estimado com 175 km.

## Descoberta
2003 UM292 foi descoberto no dia 24 de outubro de 2003 pelo astrônomo Marc W. Buie.

## Órbita
A órbita de 2003 UM292 tem uma excentricidade de 0,188 e possui um semieixo maior de 46,075 UA. O seu periélio leva o mesmo a uma distância de 37,426 UA em relação ao Sol e seu afélio a 54,724 UA.